# پاسکواله دآنیلو
پاسکواله دآنیلو (انگلیسی: Pasquale D'Aniello؛ زادهٔ ۱۶ دسامبر ۱۹۸۵) بازیکن فوتبال اهل ایتالیا است.
از باشگاه‌هایی که در آن بازی کرده‌است می‌توان به باشگاه فوتبال اسپتزیا، البیا کالچو ۱۹۰۵، باشگاه فوتبال بولونیا، و باشگاه فوتبال آلساندریا اشاره کرد.